# Ari Tissari
Ari Olavi Tissari (Kotka, 24 november 1951 – november 2023) was een profvoetballer uit Finland, die speelde als aanvaller gedurende zijn carrière. Hij beëindigde zijn actieve loopbaan in 1985 bij de Finse club KTP Kotka.

## Interlandcarrière
Tissari kwam – inclusief duels voor de olympische ploeg – in totaal zes keer uit voor de nationale ploeg van Finland in 1980, en scoorde twee keer in dat jaar. Hij maakte zijn debuut onder leiding van bondscoach Esko Malm op 25 juni 1980 in de vriendschappelijke uitwedstrijd tegen IJsland (1-1) in Reykjavik, net als Tomi Jalo, Vesa Pulliainen, Jouko Soini en Jouko Alila. Tissari nam in dat duel de openingstreffer voor zijn rekening. Hij vertegenwoordigde zijn vaderland in datzelfde jaar bij de Olympische Spelen in Moskou, waar Finland werd uitgeschakeld in de eerste ronde.
Hij werd 71 jaar oud.

## Erelijst
KTP Kotka
- Suomen Cup

1980